# Fédération des industries du cinéma, de l'audiovisuel et du multimédia
Pour l’article homonyme, voir FICAM (Maroc).
La Fédération des industries du cinéma, de l'audiovisuel et du multimédia, ou Ficam, est une organisation syndicale patronale française.

## Objet
La Ficam est une organisation syndicale patronale dont l’activité couvre l'ensemble des métiers et du savoir-faire technique de l'image et du son, qui regroupait en 2015 plus de 150 entreprises. 
Les entreprises de la Ficam représentent un chiffre d'affaires global d'un milliard d’euros et emploient plus de 10000 salariés (2014).

## Mission
La Ficam assure la défense et la promotion des intérêts des industries techniques de la création.

## Commissions
La Ficam est organisée en commissions :
- commission Sociale ;
- commission Observatoire Métiers Marchés ;
- commission Technique, Recherche et Innovation ;
- commission Juridique Finance Ressource.

## Adhérents
La Ficam regroupe plus d'une centaine d'entreprises dont l’activité couvre l'ensemble des métiers et du savoir-faire technique de l'image et du son.
Les adhérents sont soit des entreprises, soit des membres associés dont la liste est régulièrement mise à jour : .

## Dirigeants
- Président : Didier Huck